# پاپوتزه
پاپوتزه (به ایتالیایی: Papozze) یک کومونه در ایتالیا است که در استان روویگو واقع شده‌است. پاپوتزه ۲۱٫۸ کیلومتر مربع مساحت و ۱٬۶۵۸ نفر جمعیت دارد.